# 승용마

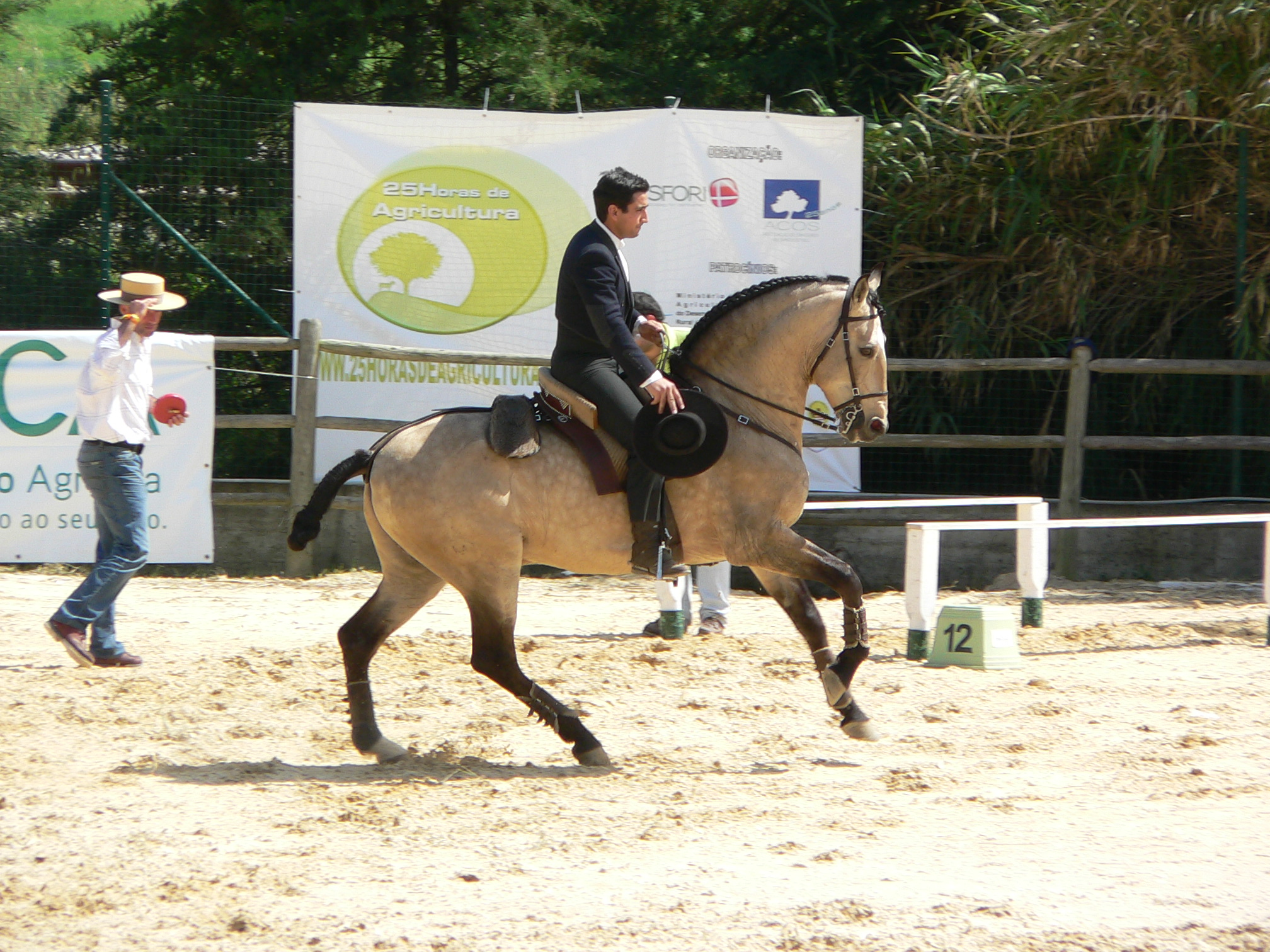
말을 탄 남자

승용마(乘用馬)는 승용에 사용되는 모든 말을 가리킨다.
초기 가축화가 말에 눈에 띄는 신체적 변화를 일으키지 않았기 때문에 말을 처음 탄 시기는 정확히 불분명하다. 그러나 기원전 3600-3100년경 구리 시대에 보타이 문화 사람들이 말을 탔다는 강력한 정황 증거가 있다. 말이 탔다는 최초의 증거는 기원전 3500년경으로 거슬러 올라간다. 카자흐스탄 현장에서 발견된 말 두개골의 증거는 그들이 어떤 종류의 재갈을 착용했음을 나타낸다. 빔벳카(Bhimbetka) 암석 보호소의 증거에 따르면 마운트는 최소 기원전 10,000년에 사용되었다. 기원전 3500-3000년경의 보타이(Botai)와 코자이(Kozhai) 1 지역의 7개 말 소구치에서 3mm 이상의 단면이 발견되었다. 동물을 몰고 다니는 사람들이 맨 처음으로 말을 탔을 가능성이 있으며, 추정상 밧줄이나 아마도 뼈와 같은 부드러운 재료를 사용하여 초보적인 굴레와 해커모어를 만들었다는 이론이 있다. 그러나 말을 탔다는 가장 초기의 결정적인 증거는 기원전 2000-1500년경의 예술 및 텍스트 증거로 거슬러 올라간다.
다양한 말 품종과 유형이 승마에 적합하며 신체 유형은 그들이 수행하도록 요청받은 승마 작업과 라이더의 마술 스타일에 따라 크게 다르다.